# Seminario Teológico de Dallas

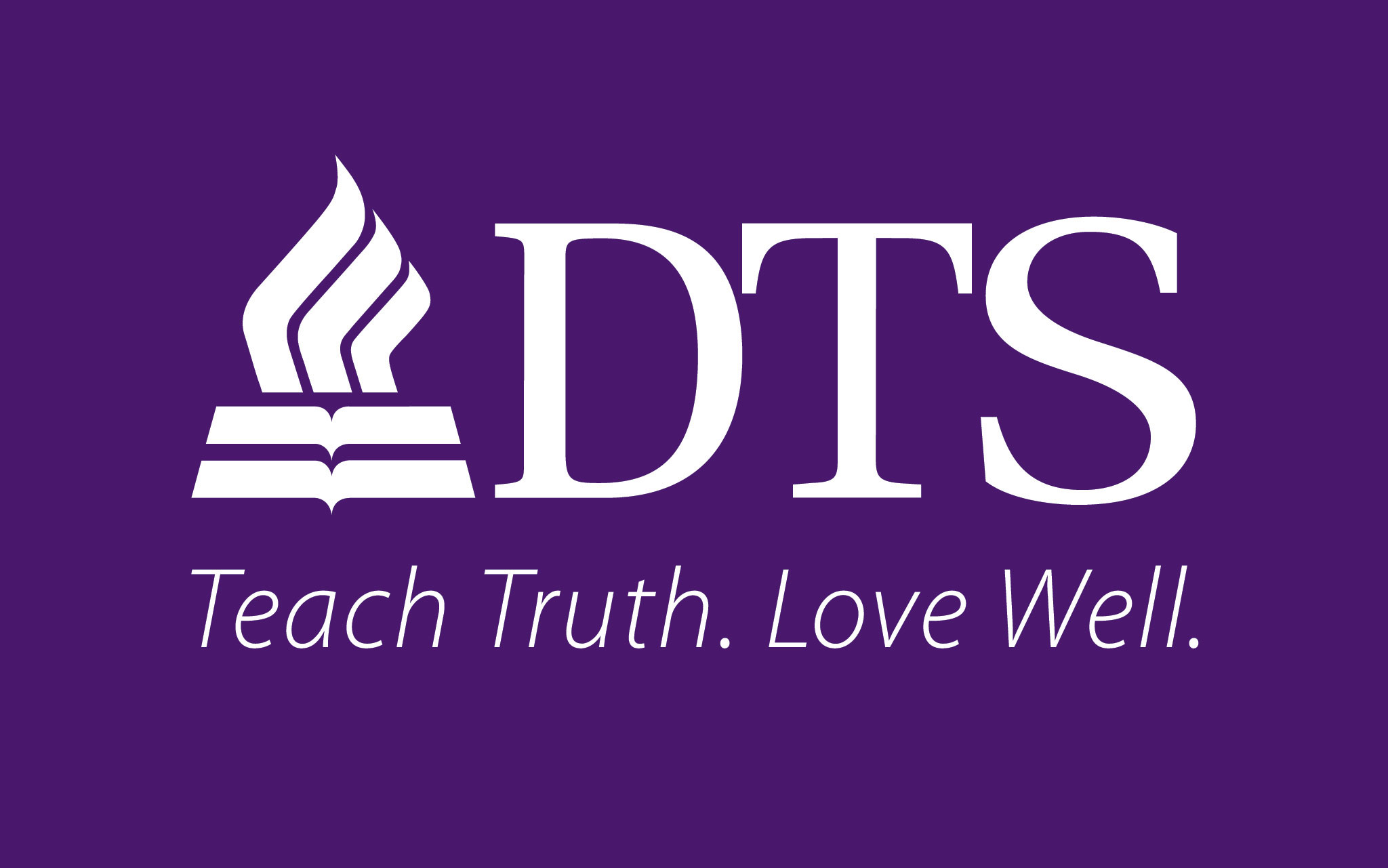
Seminario Teológico de Dallas

El Seminario Teológico de Dallas (inglés: Dallas Theological Seminary) es un seminario evangélico con énfasis en teología dispensacional, ubicado en los Estados Unidos, concretamente en Dallas, Texas. Su fundador fue discípulo de la enseñanza de C. I. Scofield.

## Historia
En el otoño de 1924 el Seminario Teológico de Dallas (Dallas Teological Seminary) abrió sus puertas por primera vez para recibir al primer grupo de estudiantes de la Biblia, quienes empezaron a tomar lecciones con el Dr. Lewis Sperry Chafer. La clase solamente tenía trece estudiantes, que eran el resultado del trabajo y la visión del Dr. Chafer, quien quería fundar un Seminario cuyo énfasis fuera la predicación expositiva y la enseñanza de las Escrituras. 
El Seminario tendrá una influencia considerable en el movimiento fundamentalista mediante la formación de estudiantes que establecerán varios   colegios bíblicos e iglesias fundamentalistas independientes en el sur de los Estados Unidos.
Ya para el año de 1935, el Seminario estableció su grado en Maestría en Teología (Th.M), que era realmente un año más que el grado de Maestría en Teología o Divinidades (M. Div.) que ofrecían otras instituciones seminaristas. La Maestría en Teología ofrecía ya todos los cursos de formación fundamentalista, que abarcaban tres años más de estudios, enfatizando en la Teología sistemática, el idioma hebreo y la exégesis del Antiguo Testamento, así como del idioma griego y la exégesis del Nuevo Testamento. También enfatizaba el estudio de la Biblia en el idioma inglés y la exposición.
En el caso de aquellos estudiantes que no necesitaban llevar el programa tan profundo de la Maestría en Teología, el Seminario incluyó en 1974 el grado de "Master of Arts" (MA), que es un programa de tan solo dos años. Luego, ya pasados los años, incluyó en su currículum académico el Doctorado Ministerial en 1980, con el propósito de ofrecer más capacitación a sus estudiantes ya graduados, para ayudarlos a enfrentar los cambios continuos en el ministerio. En el año 1982 inició el programa de Maestría en Educación Cristiana, un departamento que formaba a sus estudiantes como profesionales especializados en ministerio cristiano. En 1987 inició el Ministerio de Misiones especializadas en la formación, conocida como MAESTRÍA EN CULTURAS CRUZADAS. En 1993 el Seminario inició el programa de tres años en Maestría con énfasis en Consejería Bíblica, así como dos años en Maestría en Exégesis Bíblica y Lingüística. Este último programa se ofrece en colaboración con el Instituto Universitario de Lingüística Aplicada, que está en el sur de Dallas.
El Seminario ha tenido los más destacados presidentes, cuya experiencia académica y liderazgo lo han fortalecido. Entre ellos está el Dr. Lewis Sperry Chafer (1924-1925), al Dr. John F. Walvoord (1952-1986), al Dr. Donal K. Campbell (1986-1994) y al Dr. Carlos R. Swindoll (1994-2001), y actualmente al Dr. Mark L. Bailey (2001-).
Su Declaración Doctrinal articula la fe del Seminario de Dallas, y año tras año la facultad y los miembros de las juntas reafirman su decisión de mantenerse acordes a esta declaración.

## Sus diferencias con la Teología del Pacto
- Ver Cuadro Comparativo